# Pokémon (серія відеоігор)
Pokémon — серія відеоігор від студії «Game Freak» і Тадзірі Сатосі. Видавництвом займається «Nintendo» як частина франчайзингу «Покемон». Уперше вийшла 27 лютого 1996 року в Японії для портативної консолі Game Boy як «Pokémon Red» і «Green» (більш відома як «Pokémon Red» і «Blue»). Жанр основної серії є jRPG та, а спін-офи — від пригодницьких ігор до головоломок і тамагочі.
Всі ігри серії так чи інакше пов'язані з істотами покемонами, яких люди ловлять, тренують і розвивають у нові форми задля боротьби між собою за звання найкращого тренера.

## Сетинг
У вигаданому світі поряд з людьми живуть істоти — покемони, які замінюють практично всіх звичайних тварин. Світ поділений на регіони з власними покемонами-ендеміками. Відеоігри класифікуються за поколіннями, і кожна гра доповнює світ новим регіоном і покемонами, що його населяють. Покемони володіють різноманітних виглядом і природою: існують подібні на звірів, комах, рослини, механізми чи неживі предмети. Люди, звані тренерами покемонів, можуть отримати їх, зловивши за допомогою покеболу або добитися їх прихильності. Частим заняттям і способом вирішення конфліктів серед тренерів є бої покемонів. Ці істоти ловляться і зберігаються в пристроях покеболах, що конвертують покемона в енергію, яка зберігається всередині. Існують різні види покеболів, залежно від ефективності та надійності. Інформація про всіх відомих покемонів міститься в портативних пристроях покедексах, які сканують і видають відомості про зустрінутих покемонів. Крім того покедекси є посвідченнями тренерів.
Кожен покемон має стихійний типів, що й визначає бойову силу і ефективність проти суперників. Фізичні поділяються на: нормальний, бойовий, літаючий, отруйний, земляний, кам'яний, комашиний, примарний, сталевий. Спеціальні на: чарівний, вогняний, водний, трав'яний, електричний, психічний, льодяний, драконовий, темний. Більшість покемонів можуть змінити форму для розвитку їх здібностей. Цей процес називається еволюцією. Здебільшого зміна форм послідовна, але існують істоти, еволюція котрих має багато варіантів.

## Ігровий процес

Бій у Pokemon Ruby

Відеоігри основної серії мають спільні основи ігрового процесу, за якими належать до жанру японських рольових ігор. Гравець виступає в ролі тренера покемонів. Мета гри — перемогти інших тренерів, а додаткова — зібрати всіх покемонів, що є в покедексі. Подорожуючи світом, що поділений на окремі локації, гравець ловить диких покемонів, шукає союзників і змагається з іншими тренерами — володарами покезалів. Більшість ігор «Pokémon» видаються попарно, що відображає їхній подвійний зміст. Кожна з версій має ексклюзивних покемонів. Аби отримати їх усіх, гравці з різними версіями повинні торгуватися чи обмінюватися ними між собою, поєднуючи свої гральні пристрої фізично або через безпровідний зв'язок. Також обмін покемонів різних поколінь відеоігор можна здійснити за допомогою Pokémon Bank.
Спочатку тренер володіє одним покемоном, якого обирає з трьох пропонованих варіантів. Покемони, яких тренер носить із собою в покеболах, володіють основними характеристиками: атака, захист, швидкість, особливі сили, тип, очки здоров'я, очки сили, помітка про початкового власника, ідентифікаційний номер. Персонаж може носити з собою не більше шести покеболів, у спеціальних точках обираючи з якими саме істотами всередині. Коли починається бій, карта світу змінюється на арену. Внизу зображається персонаж гравця і обраний ним для битви покемон, зверху — противник. Тренер обирає яку істоту виставити на двобій, вказує яку атаку застосувати, і може підтримати покемона спеціальними предметами, як ліки чи протиотрути. Якщо покемон тренера виграє, він отримує досвід і з часом зможе еволюціонувати в сильнішу форму. Також можна втекти з арени.
У кожній грі є рідкісні покемони, шанс зустріти яких мізерний. Це як особливі види, так і незвичайні варіації інших, відомі як легендарні чи сяйливі.

## Покоління
Всі ігри поділяються за так званими поколіннями. У кожному кількість видів покемонів збільшується, вони мають новий вигляд, нові властивості та характеристики, нові еволюції. На 2016 рік існує сім поколінь.

### Перше покоління
Оригінальна відеогра «Покемон» — це японська рольова гра (jRPG) з елементами стратегії, розроблена Сатосі Тадзірі для портативної гральної консолі Game Boy. Серія ігор почалася з випуском двох консольних ігор Pokémon Red і Green для Game Boy в Японії в 1996 році. У грі був 151 покемон, а події відбувалися у вигаданому регіоні Канто. Ця гра стала широко популярною і було вирішено розширити гру Blue версією для міжнародного релізу (Green версія ніколи не була випущена за межами Японії). Pokémon Red і Blue вийшла в США 30 вересня 1998 року.
Коли по мотивам гри було створене аніме на світ з'явився Pokémon Yellow, що являє собою Red і Blue, але більш наближений до аніме. Через велику популярність попередніх ігор Nintendo випустив гру Pokémon Stadium для гральної консолі Nintendo 64, де гравцю потрібно брати участь у битвах за певними правилами, вибравши команду покемонів (всього в відеогрі 42 види з відомих на той момент 151); є також можливість переносити покемонів з ігор для Game Boy, щоб грати за них на Nintendo 64. Трохи пізніше з'явився Pokémon Stadium 2 (відома в країнах Заходу як Pokémon Stadium), де, на відміну від попередньої версії гри, було 151 вид покемонів. Також до першого покоління входять такі ігри як: Pokémon Pinball, адаптація Pokémon Trading Card Game для Game Boy Color, фото-тренажер Pokémon Snap та головоломка Pokémon Puzzle League для Nintendo 64, Tetris Attack для Super Nintendo Entertainment System і Game Boy.

### Друге покоління
Друге покоління відеоігор почалося з виходом Pokémon Gold і Silver у 1999 році для консолі Game Boy Color. Доповнення Pokémon Crystal був випущений роком пізніше. У це покоління додали 100 нових видів покемонів (від Чікоріти до Селебі). Отже, всього було 251 вид покемонів. У грі було представлено багато нововведень, які фігурували також у майбутніх іграх серії, наприклад, зміна дня і ночі (згідно з реальним часом), можливість розводити покемонів, покращений інтерфейс і модернізована система інвентаризації, новий регіон Джото, можливість вибрати стать головного героя, а також Покегір — апарат, що поєднує функції мобільного телефону, календаря, карти і радіоприймача. Дія Gold і Silver відбувається в регіоні Джото, також є можливість відвідати Канто. Після виходу Gold і Silver світ побачив продовження Pokémon Stadium — Pokémon Stadium 2 (в Японії відома як Pokémon Stadium GS), у ній були всі покемони з Gold і Silver, а також Pokémon Crystal — розширеної та доповненої версія Gold і Silver. У Crystal вперше з'явилася анімація покемонів під час боїв, можливість грати за персонажа-дівчинку, а також Вежа Битв, де можна взяти участь у боях за певними правилами.
До другого покоління серії ігор включають також: Pokémon Puzzle Challenge для Game Boy Color, Hey You, Pikachu! для Nintendo 64 та кілька міні-ігор для Nintendo е-Reader.
Pokémon Mini була портативною консоллю, випущеною в грудні 2001 року в Японії (2002 рік в Європі та Північній Америці)

### Третє покоління
Перші відеоігри третього покоління вийшли 21 грудня 2002 року — Pokémon Ruby і Sapphire (для консолі Game Boy Advance). Події тепер проходять у регіоні Хоен, який знаходиться далеко від Канто і Джото. Нововведення в грі: було введено 135 нових покемонів (від Треско до Деоксіса) (всього тепер було 386 видів), можливість вирощувати ягоди, конкурси покемонів, битви два на два. Доповнення до гри Pokémon Ruby і Sapphire вийшло у квітні 2005 року і називалося Pokémon Emerald. Її основними відмінностями були трохи розширена сюжетна лінія, анімація покемонів як в Crystal (з цього моменту вона стала стандартом серії), а також нова локація — Вежа Битв, де проходять бої за особливими правилами в семи різних дисциплінах. У березні 2004 року для приставки Nintendo GameCube була розроблена Pokémon Colosseum — перша японська рольова гра по світу «Покемона» на стаціонарній консолі. Незабаром почалися продажі Pokémon Box Ruby і Sapphire, яка грою не була, але з її допомогою можна було зберігати покемонів, спійманих в іграх для Game Boy Advance, на карті пам'яті від GameCube. У цьому ж році вийшли Pokémon FireRed і LeafGreen, ремейки перших ігор серії Pokémon Red і Blue. У ремейку з'явилися нові локації — Острови Севії, а також вперше в серії з'явилася підтримка мультиплеєру по бездротовому протоколу за допомогою Game Boy Advance Wireless Adapter. Після виходу Emerald світ побачив Pokémon XD: Gale of Darkness, який був продовження Colosseum.
Інші ігри цього покоління: Pokémon Pinball: Ruby і Sapphire для Game Boy Advance, Pokémon Mystery Dungeon: Blue Rescue Team і Red Rescue Team для Game Boy Advance та Nintendo DS, Pokémon Dash, Pokémon Trozei!, Pokémon Ranger для Nintendo DS, Pokémon Channel для Nintendo GameCube.

### Четверте покоління
Четверте покоління почалося в 2006 році з виходом відеігор Pokemon Diamond і Pearl для Nintendo DS. Згодом вони були випущені в Північній Америці 22 квітня 2007 року та в Австралії 21 червня 2007 року. Ігри побачили у Великій Британії та Європі 27 липня 2007 року. В грі була вперше впроваджена тривимірна графіка, з'явилась можливість битися і обмінюватися покемонами через Інтернет. Події тепер проходили в новій області Сінно. Також було представлено 107 нових видів покемонів, в результаті чого число видів покемонів зросло до 493. У червні цього ж року з'явилася перша гра по «Покемонах» на Wii: Pokémon Battle Revolution, що є ідейним продовжувачем Pokémon Stadium і Pokémon Stadium 2. У квітні 2008 року з'явилася гра My Pokémon Ranch для WiiWare, вона була схожа на Box, тільки для ігор четвертого покоління. У березні 2009 року вийшов Pokémon Platinum, поліпшена версія Diamond і Pearl. У ній з'явилися нові міні-ігри, локації, а також Вежа Битв, подібний до того, що в Emerald. У 2010 році вийшли Pokémon HeartGold і SoulSilver — ремейки ігор другого покоління, Gold і Silver, для Nintendo DS. У комплекті з HeartGold і SoulSilver продавався Покеволкер — крокомір, що дозволяє завантажувати туди покемонів. Чим більше кроків нарахує крокомір, тим більше досвіду отримує покемон, який завантажений у нього.
Спін-офи четвертого покоління: Pokémon Ranger: Shadows of Almia і Pokémon Ranger: Guardian Signs, Pokémon Mystery Dungeon: Explorers of Time і Explorers of Darkness, Explorers of Sky для Nintendo DS, Super Smash Bros. Brawl для Wii.

### П'яте покоління

Бій між покемонами в грі Pokémon Black і White

Перші відеоігри п'ятого покоління були випущені 18 вересня 2010 для Nintendo 3DS — Pokémon Black і White. В Європі гру побачили 4 березня 2011 року, 6 березня 2011 року в Північній та Латинській Америці. Серед основних нововведень можна відзначити: 153 нових виду покемонів (від Віктіні до Ґенесекта), отримавши загалом 649 видів покемонів, зміну пір року, бої троє на троє. Дія ігор п'ятого покоління відбувається в регіоні Юнова, заснованому, на відміну від попередніх регіонів, не на Японії, а на землях навколо Нью-Йорка (США).
Спін-офи п'ятого покоління: Rumble Blast для Nintendo 3DS, кросовер Pokémon + Nobunaga's Ambitio (під назвою міжнародного рівня Pokémon Conquest).
Також Дзюн'їті Масуда оголосив про початок виробництва продовження Pokemon Black і White, під назвою «Pokemon Black 2 і White 2» для Nintendo DS і Nintendo 3DS. Японська дата релізу буде в червні 2012 року, а в Америці та в Європі восени 2012 року. Відеоігри будуть доступні для Nintendo DS і Nintendo 3DS (останній без 3D-додатків).

### Шосте покоління
Про започаткування шостого покоління Сатору Івіата оголосив 8 січня 2013. Першими відеоіграми стали Pokémon X і Y, видані для Nintendo 3DS 12 жовтня 2013.
7 травня 2014 Nintendo показала трейлер Pokémon Omega Ruby і Alpha Sapphire, ремейку Pokémon Ruby і Sapphire третього покоління. Ця гра вийшла по всьому світу в листопаді 2014.
26 серпня 2014 відбувся анонс побічної гри-файтинга Pokkén Tournament, яка була видана 18 березня 2016 для Wii U.

### Сьоме покоління
На презентації Nintendo Direct 26 лютого 2016 року відбувся анонс Pokémon Sun і Moon, які заснували сьоме покоління. Регіоном гри стане Алола. Ці ігри готуються до виходу в листопаді 2016.

## Популярність
Серія відеоігор є однією з найбільш популярних у світі, станом на 29 лютого 2016 року було продано понад 200 млн копій (разом із спін-офами 279 млн копій). Серія ввійшла до Книги рекордів Гіннеса як «Найуспішніша серія RPG всіх часів».
У 2006 році IGN помістив серію на 17-е місце в списку з 25 найкращих серій ігор всіх часів, заявивши, що «геймплей дуже хороший, механіка гри затягує і рольові ігри цієї серії на портативних консолях заслуговують того, щоб бути в колекції будь-якого геймера». GamesRadar+ помістив серію на перше місце в списку найкращих серій ігор Nintendo, не розроблених Nintendo власноруч.